# Bài hát hay nhất (mùa 1)
Mùa đầu tiên của Bài hát hay nhất được ghi hình trước và phát sóng từ ngày 20 tháng 11 năm 2016, vào lúc 21:00 mỗi chủ nhật hàng tuần trên VTV3, riêng đêm Liveshow Chung kết được truyền hình trực tiếp vào lúc 21:00 ngày 22 tháng 1 năm 2017 trên VTV3. Chương trình được dẫn bởi MC Nguyên Khang và Phạm Mỹ Linh. Bốn huấn luyện viên là bốn nhạc sĩ, nhà sản xuất âm nhạc nổi tiếng trong làng nhạc Việt: Nguyễn Hải Phong, Đức Trí, Giáng Son và Lê Minh Sơn.

## Đội huấn luyện viên và kết quả
| Chú giải | Quán quân | Á quân                  | Bị loại ở vòng Liveshow (bởi bình chọn của khán giả) và về vị trí thứ ba                                                               |
| Chú giải | Bị loại ở vòng Tranh đấu | Bị loại ở vòng Sáng tác | Bị loại trực tiếp bởi BTC hoặc tự rút khỏi cuộc thi vì lý do cá nhân và các phần thi đã bị lược bỏ trước khi phát sóng (kèm chú thích) |
| Chú giải | Thí sinh in nghiêng là thí sinh tuy bị loại ở vòng Sáng tác và Tranh đấu nhưng được góp mặt ở Liveshow chung kết nhờ có số lượt bình chọn cao nhất từ khán giả |                         | |

| Huấn luyện viên  | Thí sinh             | Thí sinh          | Thí sinh              | Thí sinh                |
| ---------------- | -------------------- | ----------------- | --------------------- | ----------------------- |
| Nguyễn Hải Phong | Bùi Công Nam         | Phan Mạnh Quỳnh   | Ưng Đại Vệ            | Đoàn Thế Lân (Grey-D)   |
| Nguyễn Hải Phong | Vicky Nhung          | Trần Dũng Khánh   | Justyn Wesley         | Hoàng Hồng Ngọc         |
| Đức Trí          | Cao Bá Hưng          | Trương Kiều Diễm  | Phạm Hồng Phước       | Nhóm MTV Nguyễn Dân     |
| Đức Trí          | Trần Nguyễn Kim Ngân | Nguyễn Quân       | Đào Bá Lộc            | Nguyễn Thị Ngân Hà      |
| Giáng Son        | Trương Thảo Nhi      | Nguyễn Hoàng Dũng | Hứa Kim Tuyền         | Đinh Đức Thảo           |
| Giáng Son        | Lê Sỹ Tuệ            | Lê Hữu Toàn       | Bùi Mỹ Linh           | Nguyễn Thanh Nhật Minh* |
| Lê Minh Sơn      | Lê Thiện Hiếu        | Jak Nguyễn        | Trần Hải Châu         | Bùi Caroon              |
| Lê Minh Sơn      | Hoàng Minh Quý       | Nguyễn Việt Dũng  | Bùi Hoàng Nam Đức Anh | Phạm Trần Phương**      |

*Thí sinh Nguyễn Thanh Nhật Minh bị loại khỏi cuộc thi vì đã có những bài viết, bình luận nhạy cảm về chính trị trên trang Facebook cá nhân của anh. Tất cả các phần dự thi cùng các thông tin liên quan đến thí sinh này đã bị cắt bỏ trong tập 5 và các tập phát sóng về sau (từ tập 6 đến hết) cũng như trên trang YouTube chính thức của chương trình. Tuy nhiên, theo thông tin từ nhiều khán giả đã xem trực tiếp phần ghi hình (vì chương trình được ghi hình khá lâu trước khi phát sóng), Nhật Minh là thí sinh bị loại ở vòng Tranh đấu, các phần thi của anh chỉ bị lược bỏ trước khi phát sóng, điều đó có nghĩa ở vòng Trại Sáng tác 24H, Nhật Minh thi chung cặp với Đinh Đức Thảo và đã được chọn.
**Thông tin của thí sinh Phạm Trần Phương đã bị xóa khỏi hệ thống bình chọn của cuộc thi trên trang Saotar.vn và phần trình diễn trước đó đã bị gỡ bỏ khỏi trang YouTube chính thức của cuộc thi. Theo lời của HLV Lê Minh Sơn trong tập 8 (đã phát sóng ngày 8 tháng 1), Phạm Trần Phương đã rút khỏi cuộc thi trước vòng sáng tác vì lý do cá nhân. Tuy nhiên, theo thông tin từ nhiều khán giả đã xem trực tiếp phần ghi hình, Phạm Trần Phương là thí sinh được vào chung kết với Lê Thiện Hiếu, các phần thi của anh chỉ bị lược bỏ trước khi phát sóng, điều đó có nghĩa ở vòng Trại Sáng tác 24H, Phạm Trần Phương thi chung cặp với Hoàng Minh Quý và đã được chọn.

## Vòng Thu âm
| Chú giải | HLV đã gạt cần chọn | Thí sinh bị loại do không có HLV nào gạt cần chọn | Thí sinh chắc chắn vào đội của HLV này | Thí sinh quyết định chọn vào đội của HLV này |

### Tập 1
Phát sóng: 20 tháng 11 năm 2016
| TT | Thí sinh                                            | Bài hát                         | Huấn luyện viên/Lựa chọn của thí sinh | Huấn luyện viên/Lựa chọn của thí sinh | Huấn luyện viên/Lựa chọn của thí sinh | Huấn luyện viên/Lựa chọn của thí sinh |
| TT | Thí sinh                                            | Bài hát                         | Nguyễn Hải Phong                      | Đức Trí                               | Giáng Son                             | Lê Minh Sơn                           |
| -- | --------------------------------------------------- | ------------------------------- | ------------------------------------- | ------------------------------------- | ------------------------------------- | ------------------------------------- |
| 1  | Hứa Kim Tuyền 21 tuổi, TPHCM                        | Tình Lãng Phí                   | —                                     |                                       |                                       | —                                     |
| 2  | Nguyễn Quân 27 tuổi, TPHCM                          | Nắm Đôi Tay Của Anh             |                                       |                                       |                                       |                                       |
| 3  | Nguyễn Duy Anh Hải Phòng/TPHCM                      | Nằm Mơ Giữa Ban Ngày            | —                                     | —                                     | —                                     | —                                     |
| 4  | Justyn Wesley 31 tuổi, Canada/TPHCM                 | I Can See It In Your Eyes       |                                       |                                       |                                       | —                                     |
| 5  | Nguyễn Lâm Hoàng Phúc 23 tuổi, TPHCM                | Một Mai Ta Sẽ Già               | —                                     | —                                     | —                                     | —                                     |
| 6  | Lê Thiện Hiếu (Lê Phương Thảo) 21 tuổi, Thái Nguyên | Ông Bà Anh                      |                                       |                                       | —                                     |                                       |
| 7  | Đào Bá Lộc 23 tuổi, TPHCM                           | Goodbye My Love                 | —                                     |                                       | —                                     | —                                     |
| 8  | Đinh Quốc Anh Huy 24 tuổi, TPHCM                    | Đủ Nắng Hoa Sẽ Nở               | —                                     | —                                     | —                                     | —                                     |
| 9  | Hoàng Hồng Ngọc 24 tuổi, Hà Nội                     | Why Not (Rap: Tobby Quốc Trung) |                                       | —                                     |                                       | —                                     |
| 10 | Phạm Hồng Phước 25 tuổi, TPHCM                      | Đã Có Anh Hai                   |                                       |                                       |                                       | —                                     |

### Tập 2
Phát sóng: 27 tháng 11 năm 2016
| TT | Thí sinh                               | Bài hát                  | HLV/Lựa chọn của thí sinh | HLV/Lựa chọn của thí sinh | HLV/Lựa chọn của thí sinh | HLV/Lựa chọn của thí sinh |
| TT | Thí sinh                               | Bài hát                  | Nguyễn Hải Phong          | Đức Trí                   | Giáng Son                 | Lê Minh Sơn               |
| -- | -------------------------------------- | ------------------------ | ------------------------- | ------------------------- | ------------------------- | ------------------------- |
| 1  | Lê Sỹ Tuệ 22 tuổi, Đà Lạt              | Lollipop Girl            | —                         | —                         |                           |                           |
| 2  | Nguyễn Thị Ngân Hà 29 tuổi, Hà Nội     | Ánh Sáng Của Em          | —                         |                           | —                         | —                         |
| 3  | Vương Anh Tú 27 tuổi, TPHCM            | Mặt Trái Của Hạnh Phúc   | —                         | —                         | —                         | —                         |
| 4  | Vicky Nhung 29 tuổi, Hải Phòng         | Happy Birthday Xoay Xoay |                           |                           | —                         |                           |
| 5  | Lê Hữu Toàn 26 tuổi, Hà Nội            | Tôi Kể                   | —                         | —                         |                           | —                         |
| 6  | Nguyễn Thị Huyền 22 tuổi, Yên Bái      | Con Chỉ Có Mẹ Thôi       | —                         | —                         | —                         | —                         |
| 7  | Trần Nguyễn Kim Ngân 22 tuổi, Biên Hòa | Xóa Mưa                  |                           |                           |                           | —                         |
| 8  | Ưng Đại Vệ 32 tuổi, TPHCM              | Lời Tự Sự                |                           | —                         | —                         | —                         |
| 9  | Lê Thị Kim Anh 28 tuổi, Đà Lạt         | Không Như Ai Đâu         | —                         | —                         | —                         | —                         |
| 10 | Phạm Trần Phương 24 tuổi, TPHCM        | 0:00 (Không Giờ)         |                           |                           |                           |                           |

### Tập 3
Phát sóng: 21:30 ngày 5 tháng 12 năm 2016
| TT | Thí sinh | Bài hát              | HLV/Lựa chọn của thí sinh | HLV/Lựa chọn của thí sinh | HLV/Lựa chọn của thí sinh | HLV/Lựa chọn của thí sinh |
| TT | Thí sinh | Bài hát              | Nguyễn Hải Phong          | Đức Trí                   | Giáng Son                 | Lê Minh Sơn               |
| -- | --- | -------------------- | ------------------------- | ------------------------- | ------------------------- | ------------------------- |
| 1  | Hoàng Minh Quý 20 tuổi, TPHCM                                                                                   | Chỉ Mong Cơn Mưa Tới | —                         | —                         | —                         |                           |
| 2  | Nguyễn Việt Dũng 32 tuổi                                                                                        | Con Thuyền           | —                         | —                         | —                         |                           |
| 3  | Nguyễn Thanh Minh 23 tuổi, Hà Nội                                                                               | Nợ                   | —                         | —                         | —                         | —                         |
| 4  | Trương Thảo Nhi 25 tuổi, TPHCM                                                                                  | Tự Sự Tuổi 25        |                           |                           |                           |                           |
| 5  | Hoàng Mai Hà Nội Anh Vũ Hà Nội                                                                                  | Yêu Như Ngày Hôm Qua | —                         | —                         | —                         | —                         |
| 6  | Tia Hải Châu 23 tuổi, Pleiku                                                                                    | Điều Em Muốn         | —                         | —                         | —                         |                           |
| 7  | Nhóm Hello Yellow Phan Hải Anh 24 tuổi, Hà Nội Phan Hằng My 23 tuổi, Quảng Trị Nguyễn Hoàng Ly 20 tuổi, Đà Nẵng | Khoảnh Khắc Yêu      | —                         | —                         | —                         | —                         |
| 8  | Nhóm MTV TPHCM Nguyễn Dân 35 tuổi, TPHCM                                                                        | Cảm Ơn Ngày Mới      |                           |                           |                           |                           |
| 9  | Trần Nhật Hà 26 tuổi, TPHCM                                                                                     | Dòng Sông            | —                         | —                         | —                         | —                         |
| 10 | Đoàn Thế Lân 16 tuổi, Quảng Ngãi/TPHCM                                                                          | Và Tôi Đi            |                           |                           |                           |                           |

### Tập 4
Phát sóng: 11 tháng 12 năm 2016
| TT | Thí sinh                                  | Bài hát              | HLV/Lựa chọn của thí sinh | HLV/Lựa chọn của thí sinh | HLV/Lựa chọn của thí sinh | HLV/Lựa chọn của thí sinh |
| TT | Thí sinh                                  | Bài hát              | Nguyễn Hải Phong          | Đức Trí                   | Giáng Son                 | Lê Minh Sơn               |
| -- | ----------------------------------------- | -------------------- | ------------------------- | ------------------------- | ------------------------- | ------------------------- |
| 1  | Trần Dũng Khánh 24 tuổi, Quảng Ngãi       | Gắng                 |                           |                           | —                         | —                         |
| 2  | Bùi Mỹ Linh 25 tuổi, Hà Nội               | Trôi                 |                           |                           |                           | —                         |
| 3  | Nguyễn Quốc Dũng 26 tuổi, TPHCM           | A Song For You       | —                         | —                         | —                         | —                         |
| 4  | Đinh Đức Thảo Lâm Đồng                    | Tại Sao Vẫn Thế      | —                         | —                         |                           | —                         |
| 5  | Kai Đinh 24 tuổi                          | Phải Có Em           | —                         | —                         | —                         | —                         |
| 6  | Phan Mạnh Quỳnh 26 tuổi, Nghệ An          | Con Tim Tan Vỡ       |                           |                           |                           | —                         |
| 7  | Nhóm Hoa Ban Xanh Lào Cai                 | Chuyện Tình Bên Suối | —                         | —                         | —                         | —                         |
| 8  | Trương Kiều Diễm 24 tuổi, Quảng Nam/TPHCM | Cần                  |                           |                           |                           | —                         |
| 9  | Trịnh Thăng Bình 28 tuổi, TPHCM           | Vỡ Tan               | —                         | —                         | —                         | —                         |
| 10 | Bùi Caroon 27 tuổi, Phú Yên               | Người Mù             |                           |                           |                           |                           |

### Tập 5
Phát sóng: 18 tháng 12 năm 2016
| TT | Thí sinh                                  | Bài hát         | HLV/Lựa chọn của thí sinh | HLV/Lựa chọn của thí sinh | HLV/Lựa chọn của thí sinh | HLV/Lựa chọn của thí sinh |
| TT | Thí sinh                                  | Bài hát         | Nguyễn Hải Phong          | Đức Trí                   | Giáng Son                 | Lê Minh Sơn               |
| -- | ----------------------------------------- | --------------- | ------------------------- | ------------------------- | ------------------------- | ------------------------- |
| 1  | Lê Hải Nam                                | Về Với Mẹ       | —                         | —                         | —                         | —                         |
| 2  | Nguyễn Hoàng Dũng 21 tuổi, Thái Nguyên    | Vì Anh Vẫn      |                           |                           |                           | —                         |
| 3  | Vy La Thành Sơn La                        | Người Mông      | —                         | —                         | —                         | —                         |
| 4  | Jak Nguyễn 27 tuổi, TPHCM                 | Sarang Hae Yo   | —                         | —                         | —                         |                           |
| 5  | Nguyễn An 27 tuổi, Hoa Kỳ                 | Tan             | —                         | —                         | —                         | —                         |
| 6  | Cao Bá Hưng 18 tuổi, TPHCM                | Tương Tư        |                           |                           |                           |                           |
| 7  | Nguyễn Thanh Nhật Minh 28 tuổi, Nha Trang | Lời Hứa Năm Xưa |                           | ĐỦ NGƯỜI                  |                           |                           |
| 8  | Bùi Công Nam 23 tuổi                      | Nghe Này Ai Ơi  |                           | ĐỦ NGƯỜI                  | ĐỦ NGƯỜI                  | —                         |
| 9  | Bùi Hoàng Nam Đức Anh 26 tuổi             | Thủy Thần       | ĐỦ NGƯỜI                  | ĐỦ NGƯỜI                  | ĐỦ NGƯỜI                  |                           |

## Vòng Trại Sáng tác 24H & Tranh đấu
| Chú giải | Thí sinh trực tiếp vào vòng Tranh đấu | Thí sinh được Cố vấn cứu để vào vòng Tranh đấu |
| Chú giải | Thí sinh vào vòng Liveshow            | Thí sinh bị loại                               |

### Tập 6: ĐộiĐức Trí
Phát sóng: 25 tháng 12 năm 2016
Trại Sáng tác 24H
- Chủ đề: "Hai Bức Tranh" (NS Đức Trí đưa ra 2 bức tranh cho mỗi nhóm để dựa vào đó mỗi thí sinh sẽ chọn và sáng tác bài hát dự thi)
- Cố vấn đặc biệt: Nhạc sĩ Quốc Bảo

| Nhóm | Thí sinh             | Bài hát                 | Thí sinh            | Bài hát              |
| ---- | -------------------- | ----------------------- | ------------------- | -------------------- |
| A    | Cao Bá Hưng          | Kiều                    | Nhóm MTV Nguyễn Dân | Thoát                |
| B    | Phạm Hồng Phước      | Cha Già Rồi Đúng Không? | Nguyễn Quân         | (Không được công bố) |
| C    | Trương Kiều Diễm     | Không Quay Lại          | Đào Bá Lộc          | Fairy Tale           |
| D    | Trần Nguyễn Kim Ngân | Vắng Nắng               | Nguyễn Thị Ngân Hà  | (Không được công bố) |

Vòng Tranh đấu
| TT | Thí sinh             | Bài hát                 | Bình chọn     | Bình chọn                          | Bình chọn |
| TT | Thí sinh             | Bài hát                 | Hội đồng chọn | HLV chọn                           | Tổng cộng |
| -- | -------------------- | ----------------------- | ------------- | ---------------------------------- | --------- |
| 1  | Cao Bá Hưng          | Kiều                    | 31            | Lê Minh Sơn +3 Nguyễn Hải Phong +3 | 37        |
| 2  | Trần Nguyễn Kim Ngân | Vắng Nắng               | 19            |                                    | 19        |
| 3  | Phạm Hồng Phước      | Cha Già Rồi Đúng Không? | 24            |                                    | 24        |
| 4  | Trương Kiều Diễm     | Không Quay Lại          | 13            | HLV Đức Trí chọn                   | 13        |
| 5  | Nhóm MTV Nguyễn Dân  | Thoát                   | 31            | Giáng Son +3                       | 34        |

Trương Kiều Diễm tuy thấp điểm hơn so với MTV và Nguyễn Dân nhưng được chính HLV của đội là NS Đức Trí chọn nên Trương Kiều Diễm tiếp nối Cao Bá Hưng vào chung kết.

### Tập 7: ĐộiNguyễn Hải Phong
Phát sóng: 1 tháng 1 năm 2017
Trại Sáng tác 24H
- Chủ đề (NS Nguyễn Hải Phong giao cho mỗi thí sinh một chủ đề khác nhau):
  - Justyn Wesley: "Người phụ nữ Việt Nam"
  - Hoàng Hồng Ngọc: "Đề tài tự chọn"
  - Vicky Nhung: "Nét văn hóa của người Việt"
  - Ưng Đại Vệ: "Tình yêu" hoặc "Người quan trọng với cuộc đời"
  - Đoàn Thế Lân: "Tình yêu trong sáng của tuổi trẻ"
  - Trần Dũng Khánh: "Cuộc sống xung quanh"
  - Phan Mạnh Quỳnh: "Hồi ức, Hoài niệm"
  - Bùi Công Nam: "Câu chuyện văn học"
- Cố vấn đặc biệt: Ca sĩ Thu Minh

| Nhóm | Thí sinh        | Bài hát                  | Thí sinh        | Bài hát              |
| ---- | --------------- | ------------------------ | --------------- | -------------------- |
| A    | Vicky Nhung     | Việt Nam Những Chuyến Đi | Hoàng Hồng Ngọc | (Không được công bố) |
| B    | Trần Dũng Khánh | Người Hiện đại           | Justyn Wesley   | (Không được công bố) |
| C    | Phan Mạnh Quỳnh | Hồi Ức                   | Ưng Đại Vệ      | (Không được công bố) |
| D    | Bùi Công Nam    | Chí Phèo                 | Đoàn Thế Lân    | Giờ Anh Đã Yêu       |

Vòng Tranh đấu
| TT | Thí sinh        | Bài hát                  | Bình chọn     | Bình chọn                              | Bình chọn |
| TT | Thí sinh        | Bài hát                  | Hội đồng chọn | HLV chọn                               | Tổng cộng |
| -- | --------------- | ------------------------ | ------------- | -------------------------------------- | --------- |
| 1  | Vicky Nhung     | Việt Nam Những Chuyến Đi | 24            |                                        | 24        |
| 2  | Phan Mạnh Quỳnh | Hồi Ức                   | 29            | HLV Nguyễn Hải Phong chọn              | 29        |
| 3  | Đoàn Thế Lân    | Giờ Anh Đã Yêu           | 30            |                                        | 30        |
| 4  | Trần Dũng Khánh | Người Hiện đại           | 9             |                                        | 9         |
| 5  | Bùi Công Nam    | Chí Phèo                 | 27            | Lê Minh Sơn +3 Giáng Son +3 Đức Trí +3 | 36        |

Phan Mạnh Quỳnh tuy thấp điểm hơn so với Đoàn Thế Lân nhưng được chính HLV của đội là NS Nguyễn Hải Phong chọn nên Phan Mạnh Quỳnh tiếp nối Bùi Công Nam vào chung kết.

### Tập 8: ĐộiLê Minh Sơn
Phát sóng: 8 tháng 1 năm 2017
Trại Sáng tác 24H
- Chủ đề: "Gia đình và Xã hội"
- Cố vấn đặc biệt: Nhạc sĩ Nguyễn Cường
- Ghi chú đặc biệt: Vì đội chỉ có bảy thí sinh nên cả bảy thí sinh cùng tiến hành bốc thăm để chọn cặp, có tổng cộng bốn số thăm được đánh số từ 1 đến 4. Hai thí sinh có cùng cặp số sẽ trở thành đối thủ của nhau, riêng thí sinh có số thăm 01 sẽ thi đơn và có cơ hội vào vòng trong nếu chinh phục được HLV và cố vấn bằng tác phẩm của mình.

| Nhóm | Thí sinh         | Bài hát                | Thí sinh              | Bài hát              |
| ---- | ---------------- | ---------------------- | --------------------- | -------------------- |
| A    | Phạm Trần Phương | (Không được phát sóng) | Hoàng Minh Quý        | Kẹt Xe               |
| B    | Jak Nguyễn       | Mùi Của Mẹ             | Bùi Caroon            | Con Mèo Nghèo        |
| C    | Tia Hải Châu     | Mẹ Từng Là             | Bùi Hoàng Nam Đức Anh | (Không được công bố) |
| D    | Lê Thiện Hiếu    | 1+1                    | Nguyễn Việt Dũng      | (Không được công bố) |

Vòng Tranh đấu
| TT | Thí sinh         | Bài hát                | Bình chọn     | Bình chọn           | Bình chọn |
| TT | Thí sinh         | Bài hát                | Hội đồng chọn | HLV chọn            | Tổng cộng |
| -- | ---------------- | ---------------------- | ------------- | ------------------- | --------- |
| 1  | Bùi Caroon       | Con Mèo Nghèo          | 10            |                     | 10        |
| 2  | Tia Hải Châu     | Mẹ Từng Là             | 11            |                     | 11        |
| 3  | Jak Nguyễn       | Mùi Của Mẹ             | 22            | Nguyễn Hải Phong +3 | 25        |
| 4  | Lê Thiện Hiếu    | 1+1                    | 31            | Đức Trí +3          | 34        |
| –  | Phạm Trần Phương | (Không được phát sóng) | —             | —                   | —         |

Trong phần được phát sóng, đội Lê Minh Sơn chỉ có một thí sinh được trực tiếp vào chung kết nhờ tổng điểm bình chọn cao nhất. Sau khi NS Đức Trí tặng 3 điểm cho thí sinh Lê Thiện Hiếu, ngay lập tức Lê Thiện Hiếu được xác nhận là thí sinh vào chung kết, còn 3 điểm của NS Giáng Son không được sử dụng. Tuy nhiên nhiều ý kiến cho rằng 3 điểm này đã được tặng cho Phạm Trần Phương nhưng đã bị lược bỏ theo những phần thi của thí sinh này.

### Tập 9: ĐộiGiáng Son
Phát sóng: 15 tháng 1 năm 2017
Trại Sáng tác 24H
- Chủ đề: "Tình yêu" (Đôi lứa, Gia đình, Thiên nhiên)
- Cố vấn đặc biệt: Nhạc sĩ Dương Khắc Linh
- Ghi chú đặc biệt: Không dùng cách bốc thăm như đội Lê Minh Sơn, NS Giáng Son tự phân chia 3 cặp đấu và 1 người đấu đơn. NS Giáng Son cũng đã sử dụng một luật mới của chương trình (lần đầu xuất hiện trong phiên bản Việt), không hẳn một trong hai thí sinh của một cặp sẽ chắc chắn được chọn (thường thấy ở bản Trung) mà cả hai thí sinh cùng cặp có thể không được chọn và đồng thời bị loại.

| Nhóm | Thí sinh          | Bài hát                | Thí sinh               | Bài hát                |
| ---- | ----------------- | ---------------------- | ---------------------- | ---------------------- |
| A    | Trương Thảo Nhi   | Hạt Li Ti              | Hứa Kim Tuyền          | Cupid Học Yêu          |
| B    | Nguyễn Hoàng Dũng | Đi Đâu Để Thấy Hoa Bay | Bùi Mỹ Linh            | (Không được công bố)   |
| C    | Lê Sỹ Tuệ         | Sẽ Quay Về             | Lê Hữu Toàn            | (Không được công bố)   |
| D    | Đinh Đức Thảo     | Câu Chuyện Bên Đồi     | Nguyễn Thanh Nhật Minh | (Không được phát sóng) |

Vòng Tranh đấu
| TT | Thí sinh               | Bài hát                | Bình chọn     | Bình chọn                     | Bình chọn |
| TT | Thí sinh               | Bài hát                | Hội đồng chọn | HLV chọn                      | Tổng cộng |
| -- | ---------------------- | ---------------------- | ------------- | ----------------------------- | --------- |
| 1  | Hứa Kim Tuyền          | Cupid Học Yêu          | 30            |                               | 30        |
| 2  | Đinh Đức Thảo          | Câu Chuyện Bên Đồi     | 26            |                               | 26        |
| 3  | Nguyễn Hoàng Dũng      | Đi Đâu Để Thấy Hoa Bay | 31            | Lê Minh Sơn +3                | 34        |
| 4  | Trương Thảo Nhi        | Hạt Li Ti              | 20            | Đức Trí +3 HLV Giáng Son chọn | 23        |
| –  | Nguyễn Thanh Nhật Minh | (Không được phát sóng) | —             | —                             | —         |

Trong phần được phát sóng, đội Giáng Son có hai thí sinh vào chung kết giống đội Đức Trí và Nguyễn Hải Phong. Sau khi NS Lê Minh Sơn tặng 3 điểm cho thí sinh Nguyễn Hoàng Dũng, ngay lập tức Nguyễn Hoàng Dũng được xác nhận là thí sinh vào chung kết nhờ tổng điểm bình chọn cao nhất, còn 3 điểm của NS Nguyễn Hải Phong không được sử dụng. Tuy nhiên nhiều ý kiến cho rằng 3 điểm này đã được tặng cho Nguyễn Thanh Nhật Minh nhưng đã bị lược bỏ theo những phần thi của thí sinh này. Trương Thảo Nhi tuy thấp điểm hơn so với các thí sinh còn lại nhưng được chính HLV của đội là NS Giáng Son chọn nên Trương Thảo Nhi là thí sinh thứ hai vào chung kết.

## Cổng bình chọn "Chiếc vé may mắn"
Hai trong số 23 thí sinh tuy đã dừng chân tại Vòng Trại Sáng tác 24H và Tranh đấu nhưng có lượt bình chọn cao nhất từ khán giả trên ứng dụng Zalo cũng như trang Saostar.vn sẽ chính thức góp mặt vào đêm chung kết cùng với bảy thí sinh của bốn đội.
| Chú giải | Thí sinh đã vào chung kết sau vòng Tranh đấu | Thí sinh được vào chung kết nhờ tổng lượt bình chọn cao nhất |

| Đội Nguyễn Hải Phong                            | Đội Nguyễn Hải Phong | Đội Đức Trí          | Đội Đức Trí | Đội Giáng Son     | Đội Giáng Son | Đội Lê Minh Sơn       | Đội Lê Minh Sơn |
| Thí sinh                                        | Bình chọn            | Thí sinh             | Bình chọn   | Thí sinh          | Bình chọn     | Thí sinh              | Bình chọn       |
| ----------------------------------------------- | -------------------- | -------------------- | ----------- | ----------------- | ------------- | --------------------- | --------------- |
| Ưng Đại Vệ                                      | 334214               | Phạm Hồng Phước      | 320649      | Nguyễn Hoàng Dũng | 30641         | Bùi Hoàng Nam Đức Anh | 270140          |
| Đoàn Thế Lân                                    | 144521               | Nhóm MTV             | 100870      | Trương Thảo Nhi   | 24352         | Lê Thiện Hiếu         | —               |
| Trần Dũng Khánh                                 | 73608                | Cao Bá Hưng          | —           | Lê Sỹ Tuệ         | 9245          | Bùi Caroon            | 19510           |
| Phan Mạnh Quỳnh                                 | —                    | Trần Nguyễn Kim Ngân | 16670       | Hứa Kim Tuyền     | 7880          | Tia Hải Châu          | 13753           |
| Vicky Nhung                                     | 29560                | Đào Bá Lộc           | 15731       | Đinh Đức Thảo     | 6605          | Jak Nguyễn            | 13120           |
| Justyn Wesley                                   | 15227                | Nguyễn Quân          | 6683        | Bùi Mỹ Linh       | 6112          | Hoàng Minh Quý        | 8069            |
| Hoàng Hồng Ngọc                                 | 12161                | Nguyễn Thị Ngân Hà   | 6304        | Lê Hữu Toàn       | 5705          | Nguyễn Việt Dũng      | 8022            |
| Bùi Công Nam                                    | —                    | Trương Kiều Diễm     | —           |                   |               |                       |                 |
| Cổng bình chọn đã đóng ngày 16 tháng 1 năm 2017 |                      |                      |             |                   |               |                       |                 |

## Tập 10: Liveshow Chung kết
Truyền hình trực tiếp: 22 tháng 1 năm 2017
Xem thể lệ thi đấu.

### 31 giám khảo chuyên môn và đại diện truyền thông
Ghi chú: Những giám khảo này được liệt kê từ trái qua phải và từ dưới lên trên, trên màn ảnh truyền hình từ lúc bắt đầu chương trình và theo lời giới thiệu của hai MC. Những giám khảo có tên in đậm đã bình chọn cho Cao Bá Hưng, những giám khảo còn lại bình chọn cho Trương Thảo Nhi.
- Hàng 1: nhạc sĩ Hoàng Nhã, nhà báo Diệu Minh, nhà báo Kim Thanh, nhà báo Cẩm Lệ, nhà báo Phan Cao Tùng, nhà báo Quỳnh Nguyễn, nhà báo Tâm Vinh, nhạc sĩ Vũ Minh Tâm, nhà báo Thùy Trang, nhà báo Việt Cường.
- Hàng 2: nhạc sĩ Nguyễn Văn Chung, nhạc sĩ Bảo Lan, nhà báo Huyền Thanh, nhà báo Chu Minh Vũ, ca nhạc sĩ Vũ Cát Tường, ca nhạc sĩ Tiên Cookie, ca nhạc sĩ Noo Phước Thịnh, nhà báo Trung Nghĩa, nhạc sĩ Nguyễn Hà, nhạc sĩ Nguyễn Đức Trung.
- Hàng 3: nhạc sĩ Huỳnh Hiền Năng, nhạc sĩ Đỗ Hiếu, nhà báo Huy Minh, nhà báo Việt Hùng, producer SlimV, producer Hoàng Anh, nhà báo Quỳnh Trang, nhà báo Vân An, nhà báo Hoàng Dung, nhà báo Vĩnh Duy, nhà báo Phát Lê.

### Các phần trình diễn và kết quả
| Khách mời    | Bài hát     |
| ------------ | ----------- |
| Nhóm MTV     | Thoát       |
| Đoàn Thế Lân | Em Nghĩ Sao |

| Chú giải | Đội Nguyễn Hải Phong | Đội Đức Trí | Đội Giáng Son | Đội Lê Minh Sơn |

|  |  | 1. Phạm Hồng Phước (MSBC: 08) Bài hát: "Anh Thích Thích Thích Em"   |  |  |  |  |  |  |  |  |  |  |  |                                              |  |  |  |  |  |  |  |  |  |  |  |                                            |
|  |  |                                                                     |  |  |  |  |  |  |  |  |  |  |  |                                              |  |  |  |  |  |  |  |  |  |  |  |                                            |
|  |  |                                                                     |  |  |  |  |  |  |  |  |  |  |  |                                              |  |  |  |  |  |  |  |  |  |  |  |                                            |
|  |  | 2. Bùi Công Nam (MSBC: 05) Bài hát: "Ôi Trời Ơi!"                   |  |  |  |  |  |  |  |  |  |  |  |                                              |  |  |  |  |  |  |  |  |  |  |  |                                            |
|  |  |                                                                     |  |  |  |  |  |  |  |  |  |  |  |                                              |  |  |  |  |  |  |  |  |  |  |  |                                            |
|  |  |                                                                     |  |  |  |  |  |  |  |  |  |  |  |                                              |  |  |  |  |  |  |  |  |  |  |  |                                            |
|  |  | 3. Lê Thiện Hiếu (MSBC: 04) Bài hát: "Tích Tịch Tình Làng"          |  |  |  |  |  |  |  |  |  |  |  |                                              |  |  |  |  |  |  |  |  |  |  |  |                                            |
|  |  |                                                                     |  |  |  |  |  |  |  |  |  |  |  |                                              |  |  |  |  |  |  |  |  |  |  |  |                                            |
|  |  |                                                                     |  |  |  |  |  |  |  |  |  |  |  | Cao Bá Hưng Bài hát: "Có Vấn đề" 17/31 phiếu |  |  |  |  |  |  |  |  |  |  |  |                                            |
|  |  |                                                                     |  |  |  |  |  |  |  |  |  |  |  |                                              |  |  |  |  |  |  |  |  |  |  |  |                                            |
|  |  | 4. Nguyễn Hoàng Dũng (MSBC: 07) Bài hát: "Giấc Mơ Yên Bình"         |  |  |  |  |  |  |  |  |  |  |  |                                              |  |  |  |  |  |  |  |  |  |  |  |                                            |
|  |  |                                                                     |  |  |  |  |  |  |  |  |  |  |  |                                              |  |  |  |  |  |  |  |  |  |  |  |                                            |
|  |  |                                                                     |  |  |  |  |  |  |  |  |  |  |  |                                              |  |  |  |  |  |  |  |  |  |  |  |                                            |
|  |  | 5. Cao Bá Hưng (MSBC: 09) Bài hát: "Có Vấn đề"                      |  |  |  |  |  |  |  |  |  |  |  |                                              |  |  |  |  |  |  |  |  |  |  |  |                                            |
|  |  |                                                                     |  |  |  |  |  |  |  |  |  |  |  |                                              |  |  |  |  |  |  |  |  |  |  |  |                                            |
|  |  |                                                                     |  |  |  |  |  |  |  |  |  |  |  |                                              |  |  |  |  |  |  |  |  |  |  |  | Cao Bá Hưng Bài hát: "Có Vấn đề" Quán quân |
|  |  |                                                                     |  |  |  |  |  |  |  |  |  |  |  |                                              |  |  |  |  |  |  |  |  |  |  |  |                                            |
|  |  | 6. Trương Thảo Nhi (MSBC: 03) Bài hát: "Hỏi"                        |  |  |  |  |  |  |  |  |  |  |  |                                              |  |  |  |  |  |  |  |  |  |  |  |                                            |
|  |  |                                                                     |  |  |  |  |  |  |  |  |  |  |  |                                              |  |  |  |  |  |  |  |  |  |  |  |                                            |
|  |  |                                                                     |  |  |  |  |  |  |  |  |  |  |  |                                              |  |  |  |  |  |  |  |  |  |  |  |                                            |
|  |  | 7. Ưng Đại Vệ (MSBC: 06) Bài hát: "Papa Siêu Nhân"                  |  |  |  |  |  |  |  |  |  |  |  |                                              |  |  |  |  |  |  |  |  |  |  |  |                                            |
|  |  |                                                                     |  |  |  |  |  |  |  |  |  |  |  |                                              |  |  |  |  |  |  |  |  |  |  |  |                                            |
|  |  |                                                                     |  |  |  |  |  |  |  |  |  |  |  | Trương Thảo Nhi Bài hát: "Hỏi" 14/31 phiếu   |  |  |  |  |  |  |  |  |  |  |  |                                            |
|  |  |                                                                     |  |  |  |  |  |  |  |  |  |  |  |                                              |  |  |  |  |  |  |  |  |  |  |  |                                            |
|  |  | 8. Trương Kiều Diễm (MSBC: 01) Bài hát: "Về Nhà Đi"                 |  |  |  |  |  |  |  |  |  |  |  |                                              |  |  |  |  |  |  |  |  |  |  |  |                                            |
|  |  |                                                                     |  |  |  |  |  |  |  |  |  |  |  |                                              |  |  |  |  |  |  |  |  |  |  |  |                                            |
|  |  |                                                                     |  |  |  |  |  |  |  |  |  |  |  |                                              |  |  |  |  |  |  |  |  |  |  |  |                                            |
|  |  | 9. Phan Mạnh Quỳnh (MSBC: 02) Bài hát: "Có Chàng Trai Viết Lên Cây" |  |  |  |  |  |  |  |  |  |  |  |                                              |  |  |  |  |  |  |  |  |  |  |  |                                            |
|  |  |                                                                     |  |  |  |  |  |  |  |  |  |  |  |                                              |  |  |  |  |  |  |  |  |  |  |  |                                            |

Kết thúc lượt 1, Cao Bá Hưng nhận được 33,81% tổng số tin nhắn bình chọn. Kết thứ lượt 2, Trương Thảo Nhi nhận được 37,2% tổng số tin nhắn bình chọn. Quán quân và Á quân được nhận một kỷ niệm chương vàng có biểu tượng khóa son – biểu tượng chương trình Sing My Song.

### Top 5 bài hát có lượt xem cao nhất
(Mỗi thí sinh được nhận một kỷ niệm chương trong suốt có biểu tượng khóa son.)
| Thí sinh        | Đội              | Bài hát        |
| --------------- | ---------------- | -------------- |
| Lê Thiện Hiếu   | Lê Minh Sơn      | Ông Bà Anh     |
| Phan Mạnh Quỳnh | Nguyễn Hải Phong | Con Tim Tan Vỡ |
| Cao Bá Hưng     | Đức Trí          | Tương Tư       |
| Phạm Hồng Phước | Đức Trí          | Đã Có Anh Hai  |
| Bùi Công Nam    | Nguyễn Hải Phong | Chí Phèo       |